# 康桥基地
康桥基地，是坐落于中国上海浦东新区康桥镇的一个足球运动和训练基地。基地建成于2001年，由上海申花足球俱乐部和康桥镇政府联合出资，总投入1.6亿元人民币，基地落成后即成为申花俱乐部办公和球员居住训练的场所。2009年，有报道称上海申花的投资人朱骏购买了基地的全部产权，继续由俱乐部使用。然而，在几天后的2009年6月19日，朱骏向媒体否认了此项报道，声称并未购买康桥基地产权。

## 设施
康桥基地占地300余亩，东西长800米，南北宽260米。其主场是有标准400米环形跑道的田径和足球比赛场，看台可容纳观众3000人。此外还有10片足球训练草皮、五人制室内足球场、温水游泳池、桑拿房、网球场、篮球场等辅助体育设施，以及三栋办公宿舍楼。

## 使用
除常驻的上海申花以外，康桥基地经常被中国其它足球队用作赛季前集训和进行热身赛的场地。